# Blau-Weißer Delfin
Der Blau-Weiße Delfin oder auch Streifendelfin (Stenella coeruleoalba) ist die am weitesten verbreitete Art der Fleckendelfine (Stenella). Er lebt in allen Ozeanen in tropischen, subtropischen und gemäßigten Breiten.

## Merkmale
Der Blau-Weiße Delfin ist etwa 1,80 bis 2,50 Meter lang und 110 bis 165 Kilogramm schwer. Er hat einen sehr schlanken Körper sowie eine schmale, kurze Schnauze. Die Melone, also die Rundung der Stirn, ist deutlich ausgeprägt. Die Tiere besitzen je 36 bis 45 Paar Zähne in Ober- und Unterkiefer. Jeder Zahn läuft kegelförmig zur Spitze hin zu und ist leicht nach innen gebogen.
Durch die typische Bänderung sind die Tiere leicht zu identifizieren und von anderen Delfinen zu unterscheiden: Je ein schwarzes Band verläuft vom Auge zu den Vorderflossen. Zwei weitere Bänder verlaufen von den Augen entlang der Flanken und treffen einander vor dem Schwanzansatz unter dem Bauch. Der Bereich von der Rückenflosse bis zur Stirn ist dunkelblau gefärbt, die Seiten hellgrau und die Bauchseite meistens weiß. Die Schwanzpartie ist vom Anus an vollständig dunkel gefärbt.

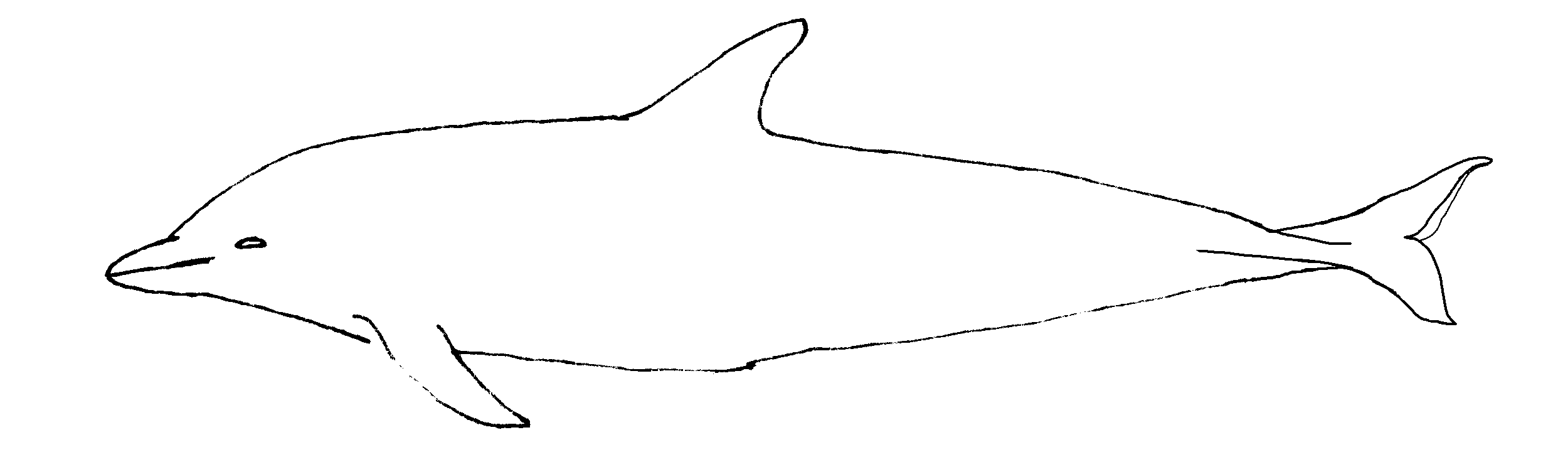
Umrisszeichnung

Die dunkle Rückenflosse ist hinten konkav eingeschnitten und liegt etwa in der Mitte des Rückens, die Brustflossen sind gebogen und die Schwanzflosse (Fluke) ist zentral eingebuchtet.

## Verbreitung
Der Blau-Weiße Delfin ist weltweit in allen wärmeren Meeren zu finden. Im Westpazifik schwimmt er sehr häufig vor der Küste Japans, außerdem existieren Nachweise aus dem Zentralpazifik von den Küsten Hawaiis, aus Papua-Neuguinea sowie den Salomonen. An der amerikanischen Pazifikküste trifft man den Streifendelfin bis zu 50 Grad nördlicher Breite.

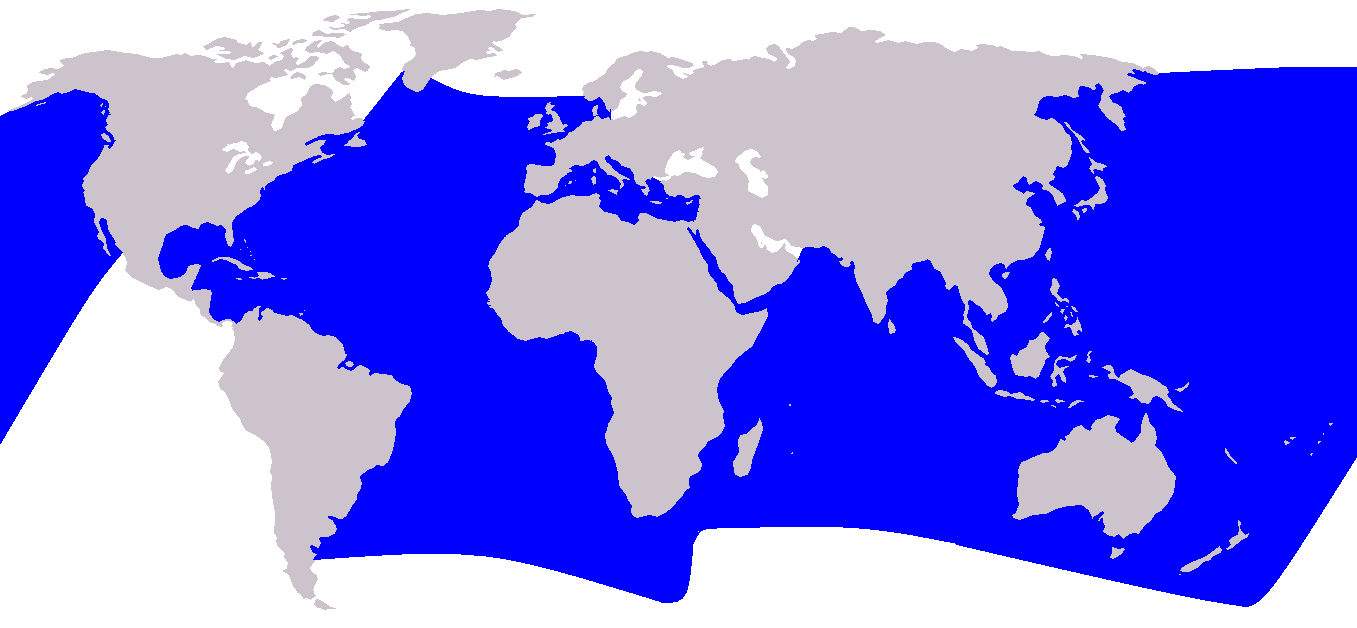
Verbreitung des Blau-Weißen Delfins

Im Indischen Ozean kommen die Tiere vor den Küsten von Mosambik und Südafrika vor. Ihre Verbreitung hier wird wahrscheinlich durch den Agulhas-Strom begünstigt, der warmes Meerwasser entlang der Südküste Afrikas führt.
Die nördliche Verbreitungsgrenze im Atlantik liegt wahrscheinlich in der Höhe von Nova Scotia; der nördlichste Nachweis stammt von der Südküste Grönlands, wobei es sich wahrscheinlich aber nur um ein verirrtes Exemplar handelte. Im Südwest-Atlantik findet man die Delfine entlang der Küste Südamerikas, außerdem im Zentralatlantik bei Jamaika und Ascension.  An der afrikanischen Atlantikküste kommt er nördlich von Senegal bis in das Mittelmeer vor, außerdem an der südeuropäischen Küste von Spanien, Portugal und Südfrankreich. Etwa ab der Gascogne nimmt die Häufigkeit der Tiere deutlich ab. Allerdings gibt es auch aus den Niederlanden und Großbritannien Sichtungsberichte sowie gestrandete Tiere.
Im westlichen Mittelmeer ist der Blau-Weiße Delfin heute wahrscheinlich nach dem Gemeinen Delfin (Delphinus delphis) die häufigste Delfinart, mit dem er hier sehr oft verwechselt wird. Seltener sind die Tiere auch im östlichen Mittelmeerraum zu finden.

## Lebensweise
Blau-Weiße Delfine sind sehr aktiv. Oft schnellen sie hoch aus dem Wasser und „reiten“ auf den Bugwellen von Schiffen oder wandernden Großwalen. Ihre Kommunikation besteht aus Klick- und Pfeiflauten.
Die Beobachtungen an den Delfinen lassen den Schluss zu, dass diese Tiere saisonale Wanderungen machen. So tauchen sie vor der Küste Japans meistens im September bis Oktober auf und ziehen danach zur Überwinterung in das Ostchinesische Meer. Die Rückwanderung erfolgt im Frühjahr mit etwas größerem Abstand zur Küste. Diese Wanderung wird wahrscheinlich durch den warmen Kuroshio-Strom beeinflusst. Auch für die Populationen vor der europäischen Küste werden Wanderungen angenommen. Die Annahme basiert darauf, dass die meisten Strandungen an den Küsten Spaniens im Frühjahr und Sommer stattfinden, in Frankreich dagegen im Winter. Aus dem Grunde wird eine Wanderung nach Norden für die Überwinterung angenommen, die wahrscheinlich an die Nahrungsverfügbarkeit gekoppelt ist.
Die Blau-Weißen Delfine leben in Gruppen von etwa 25 bis zu 1000 Tieren zusammen und bilden so genannte Schulen. Sie bevorzugen den Meeresbereich etwas entfernter der Küsten und nähern sich diesen selten mehr als 200 Meter.
Die Nahrung der Tiere besteht fast ausschließlich aus Kopffüßern und kleinen bis mittelgroßen Fischen des Freiwassers, daneben auch aus Krebstieren, die sie aus bis zu 200 Metern Tiefe holen. Als natürliche Feinde können für den Blau-Weißen Delfin wie bei anderen Kleinwalen vor allem Haie und Schwertwale angesehen werden.

## Fortpflanzung und Entwicklung
Die Weibchen der Blau-Weißen Delfine erreichen ihre Geschlechtsreife regional unterschiedlich  etwa in einem Alter von sechs bis sieben (Mittelmeer) oder neun bis zehn Jahren (Japan), die Männchen etwa ein Jahr früher. Die Männchen verpaaren sich allerdings erst mit etwa 12 bis 16 Jahren, nachdem sie eine "soziale Geschlechtsreife" erreicht haben. Die Weibchen tragen etwa alle drei Jahre ein Jungtier aus, dabei dauert die Schwangerschaft etwa 13 Monate, die Stillzeit etwa 16 Monate und die danach folgende Paarungspause etwa 6 Monate. Nach dem 30. Lebensjahr nehmen die Schwangerschaften deutlich ab.
Über das Paarungsverhalten dieser Delfine gibt es keine Informationen. Die Paarungszeiten und damit auch die Zeiten der Geburten sind regional verschieden. So fallen die Geburten im Mittelmeer in den Zeitraum von Herbst bis Winteranfang, während für den Nordost-Atlantik zwei Geburtszeiträume angegeben werden, das Frühjahr und der Herbst.
Das bislang kleinste gefundene Jungtier war 80 Zentimeter lang, der größte Fötus 108 Zentimeter. Man nimmt an, dass die durchschnittliche Länge der Neugeborenen etwa einen Meter beträgt. Nach der Geburt wird das Jungtier 12 bis 16 Monate lang gesäugt. Blau-Weiße Delfine können ein Alter von über 40 Jahren erreichen, das älteste bislang gefundene Tier war nach Schätzungen 57 Jahre alt.

## Systematik
Die Gattung der Fleckendelfine enthält neben dem Blau-Weißen Delfin vier weitere Arten, die alle über ein sehr viel kleineres Verbreitungsgebiet verfügen. Es handelt sich dabei um den Ostpazifischen Delfin (Stenella longirostris), den Clymene-Delfin (Stenella clymene), den Schlankdelfin (Stenella attenuata) und den Zügeldelfin (Stenella frontalis). Eine phylogenetische Untersuchung dieser Arten liegt nicht vor.
Für den Blau-Weißen Delfin wurden verschiedene Unterteilungen in Unterarten diskutiert, die sich jedoch alle als nicht haltbar erwiesen haben. Färbungs- und Größenvariationen zwischen verschiedenen Populationen sind allerdings vorhanden.

## Bedrohung und Schutz
Die weltweite Population wird auf über zwei Millionen Individuen geschätzt und ist nicht bedroht, aus diesem Grunde werden die Tiere nicht gesondert geschützt. Regional kann es allerdings Probleme geben. So ist der Bestand der Tiere im Mittelmeer vor allem durch Todesfälle in Schiffspropellern und Fischernetzen extrem geschrumpft. In Japan, vor allem vor der Izu-Halbinsel, bei Chōshi und bei Taiji, wurden Blau-Weiße Delfine lange in großen Zahlen erlegt, in den 50/60ern rund 14.000 Exemplare jährlich. In den 1980ern wurde eine Quote von 1000 Delfinen pro Jahr eingeführt, wodurch sich die Art im Nordwestpazifik wieder etwas erholte. Diese Fangquote ist bis heute gültig.
Wie bei vielen anderen Walen stellt auch für die Blau-Weißen Delfine die Verschmutzung der Meere durch Umweltgifte die Hauptbelastung dar. Vor allem Schwermetalle wie Quecksilber, Blei oder Cadmium lagern sich in den Walen in der Muskulatur und der Leber sowie in der Niere an. In der Speckschicht kommt es  zur Anreicherung fettlöslicher Umweltgifte wie polychlorierter Biphenyle (PCB) oder (mittlerweile abnehmend) Dichlor-Diphenyl-Trichlorethan (DDT).
In den frühen 1990er-Jahren wurde die Population des Mittelmeeres außerdem durch eine Virusinfektion massiv bedroht. Diese ging 1990 von der spanischen Küste aus und verbreitete sich bis 1992 bis in die östlichen Teile des Mittelmeeres. Auslöser war wahrscheinlich ein Morbillivirus, das vor allem geschwächte Tiere mit sehr hohen Konzentrationen von Schwermetallen tötete. Die Anzahl der verstorbenen Tiere innerhalb dieser zwei Jahre wird auf weit über 1000 geschätzt.